# Équilibre des puissances en Europe
Ne pas confondre avec Équilibre des puissances.
 (février 2020).
L'équilibre des puissances européennes ou équilibre européen désigne les relations internationales en Europe avant la Première Guerre mondiale, évoluant en la formation du système des États-nations européens. Le rôle d'équilibre des puissances en Europe est actuellement joué par l'Union européenne. Sa règle d'or est qu'aucune puissance ne doit pouvoir dominer une part importante du continent et encore moins atteindre le pouvoir absolu, ce but étant atteint par la présence d'un petit nombre d'alliances changeantes et en concurrence pour le pouvoir.

## Histoire

### DuXVIeauXVIIIesiècle
Aux XVIe et XVIIe siècles, la politique extérieure anglaise s'efforce d'empêcher la formation d'une unique monarchie universelle en Europe, et principalement la possibilité de sa formation par la France ou l'Espagne. Afin de maintenir l'équilibre des puissances, l'Angleterre forge des alliances avec d'autres États tels que le Portugal, l'Empire ottoman ou encore les Provinces-Unies pour contrer chaque menace. Ces alliances sont particulièrement importantes lors des guerres contre les rois de France Louis XIV et Louis XV. Les Anglais et les Hollandais se retrouvent souvent à payer de larges sommes pour financer les armées de leurs alliés européens.
Au XVIIIe siècle, ces pratiques mènent au terme de « quadrille majestueuse », désignant la succession d'alliances entre les principales puissances européennes de l'époque : l'Autriche, la Prusse, la Grande-Bretagne et la France. Par ailleurs, de nombreux conflits ont lieu à cause de la volonté d'équilibre des puissances, telles que la guerre de Succession d'Espagne, la guerre de Succession d'Autriche, la guerre de Sept Ans, la guerre de Succession de Bavière ainsi que les guerres napoléoniennes. À la suite de la victoire britannique lors de la Guerre de Sept Ans, de nombreuses grandes puissances commencent à considérer la Grande-Bretagne comme une plus grande menace que la France, amenant plusieurs d'entre elles à intervenir lors de la guerre d'indépendance américaine, dans l'espoir de limiter sa puissance.

### Pendant leXIXesiècle
Pendant le XIXe siècle, dans le but d'établir une paix durable après les guerres napoléoniennes, le Concert européen tente de maintenir un certain équilibre entre les puissances. Les frontières établies par le Congrès de Vienne dureront, à l'instar de l'idée d'équilibre ; en effet, aucune agression majeure n'aura lieu pendant le reste de la première moitié du siècle. Les quatre principales puissances vainqueurs de Napoléon y participent, soit le Royaume-Uni, l'Autriche, la Prusse et la Russie. La France, bien que vaincue et amputée de tous les territoires qu'elle avait conquis depuis 1792, va rapidement retrouver sa place dans le concert des nations, notamment à partir de 1823 quand elle intervient militairement en Espagne. L'équilibre des puissances est alors arbitré par l'Autriche, principale puissance conservatrice, par l'intermédiaire de Klemens Wenzel von Metternich, chancelier autrichien de 1821 à 1848. À tel point que l'on parle parfois de « l'Europe de Metternich » pour désigner la période. L'objectif des forces conservatrices est d'ancrer solidement l'Europe dans l'Ancien Régime et d'éviter toute nouvelle propagation des idées révolutionnaires.
Cependant, cette hégémonie des forces conservatrices va être mise à mal à partir de 1830. Des mouvements révolutionnaires agitent de nouveau le continent, notamment en Belgique et en France avec la Révolution des Trois Glorieuses des 27, 28 et 29 juillet 1830. Ensuite, aucun nouveau Congrès ne sera appelé à revoir la disposition des États européens lors du Printemps des Peuples (1848) et des demandes de révision des frontières au profit des États-nations. Alors qu'avant 1850 l'Europe est dominée par la France et la Grande-Bretagne, les années 1850 voient la croissance des puissances russe et prussienne. La guerre de Crimée en 1854 et 1855, puis la guerre d'Italie de 1859 détériorent les relations entre les grandes puissances. Après 1870, l'essor de l'Empire allemand en tant que nation dominante amène son chancelier Otto von Bismarck à restructurer l'équilibre européen en créant de multiples alliances telles que la Triplice,.

### Pendant leXXesiècle
Un des objectifs du Traité de Versailles, clôturant la Première Guerre mondiale, est d'abolir le concept d'équilibre des puissances apparu après le Congrès de Vienne et de le remplacer par la Société des Nations, plus globale. Cette volonté sera inhibée lors de la formation de trois factions dans les années 1920 et 1930 : les États libéraux et démocrates, comme la France et le Royaume-Uni ; les États nationalistes et autoritaires, tels que l'Allemagne nazie et l'Italie de Mussolini, et enfin les États communistes, principalement l'URSS. L'échec des démocraties à empêcher l'agrandissement du Troisième Reich mène à la Seconde Guerre mondiale, ce qui cause une alliance temporaire entre l'Union soviétique et le Royaume-Uni. Pour cette raison, ce derniers ne condamne pas l'invasion soviétique de la Pologne en 1939, mais déclare la guerre à l'Allemagne. Plus tard, les démocraties se rangent du côté soviétique après l'opération Barbarossa.
Après la Seconde Guerre mondiale, les Alliés se divisent en deux blocs, et un nouvel équilibre émerge entre le bloc soviétique, le bloc occidental et les non-alignés. La majorité des démocraties européennes ainsi que le Canada et les États-Unis forment l'OTAN, une alliance militaire encore existante. Son premier secrétaire général, le Britannique Lord Ismay, déclare que le but de cette organisation est « de garder les Russes dehors, les Américains à l'intérieur, et les Allemands au sol ».
À partir de la fin du XXe siècle, les quatre membres les plus importants de l'Union européenne (le Royaume-Uni, la France, l'Allemagne et l'Italie) sont les seuls représentants de l'Union au G7 et au G20. Le terme G4 est d'ailleurs utilisé pour désigner les réunions de leurs dirigeants. Alors que l'Allemagne est souvent considérée comme le leader économique de l'Union, la France et le Royaume-Uni, tous deux membres permanents du Conseil de Sécurité de l'ONU, dirigent ce qui concerne la défense et les affaires étrangères, comme par exemple lors de la crise libyenne de 2011. Cet équilibre est cependant remis en cause à la suite du référendum sur le Brexit en 2016. Au niveau mondial, il existe toujours un équilibre entre les puissances occidentales et russe, bien que la frontière entre les deux camps ait été déplacée par la chute de l'Union soviétique.